# Valea Poienii (Bucium), Alba
Valea Poienii (în trecut Bolundești ) este un sat în comuna Bucium din județul Alba, Transilvania, România.